# Nur Hassan Hussein
Nur Hassan Hussein Adde (in somalo Nuur Xasan Xuseen Cadde, in arabo نور حسن حسين ‎?; Mogadiscio, 16 febbraio 1937 – Londra, 1º aprile 2020) è stato un politico e diplomatico somalo.
Hussein è stato Primo ministro della Somalia dal novembre 2007 al febbraio 2009 e dal giugno 2009 l'ambasciatore della Somalia in Italia.

## Biografia

### Primi anni
Nato a Mogadiscio nel 1937, Hussein appartiene agli Abgal, sottoclan della cabila somala degli Hauia.
Iniziò la sua carriera nel 1958 come agente delle dogane. Salì più volte di grado fino a diventare un ufficiale di collegamento dell'Interpol e infine l'ufficiale responsabile della programmazione e dell'addestramento della polizia durante l'amministrazione di Siad Barre.
Dopo aver completato gli studi di Giurisprudenza presso l'Università nazionale somala ed anche a Roma, Hussein divenne procuratore generale e rimase in questa carica fino al 1991, quando con la caduta di Barre iniziò la guerra civile. Durante il conflitto occupò la posizione di Segretario Generale della Società somala della Mezzaluna Rossa, organizzazione umanitaria indipendente facente parte della Croce Rossa e Mezzaluna Rossa Internazionale.

### Primo Ministro
Il 22 novembre 2007 il Presidente somalo Abdullahi Yusuf Ahmed ha nominato Nur Hassan Hussein Primo Ministro del Governo Federale di Transizione, con l'incarico di formare un nuovo governo. Dalla carica si era dimesso il 29 ottobre Ali Mohammed Ghedi, e fino alla nomina di Hussein l'interim era stato gestito da Salim Aliyow Ibrow. Il 24 novembre Hussein ottenne la fiducia con 211 voti su 212 dal Parlamento Federale di Transizione a Baidoa, e si insediò subito dopo dando ufficialmente inizio al suo mandato. Il 2 dicembre fu nominato il governo, composto da 73 membri, di cui 31 ministri. L'esecutivo, comprensivo di tutte le cabile (dette clan) somale, fu per le sue notevoli dimensioni causa di alcune critiche rivolte ad Hussein, che prontamente rispose facendo notare di aver rispettato la Carta Federale di Transizione, che in effetti prevede la divisione di ministeri ed altre cariche governative tra tutte le cabile, di cui le 4 principali godono peraltro di una posizione di vantaggio.
Ciò nonostante 4 ministri – Hasan Muhammad Nur Shatigadud (Ministro della sicurezza Interna), Abdikafi Hassan, Sheikh Aden Maden e Ibrahim Mohamed Isaq – si dimisero subito il 3 dicembre, lamentandosi del fatto che la loro cabila, quella dei Rahanwein, non fosse adeguatamente rappresentata nel governo. Inoltre dissero di non essere stati anticipatamente consultati sulle loro nomine. Il 4 dicembre si dimise anche il Viceministro per gli Affari Religiosi Sheikh Jama Haji Hussein, perché la cabila dei Jarerweyne, di sua appartenenza, non aveva a suo avviso un sufficiente numero di posti nell'esecutivo.
Per questi motivi il 17 dicembre Hussein annunciò l'imminente sostituzione del primo governo con un altro che fosse più snello ed efficiente. Secondo i progetti iniziali il nuovo esecutivo avrebbe dovuto includere solo 17 ministri ed avere alcuni membri di provenienza extraparlamentare. Il 4 gennaio 2008 Hussein nominò infine un governo di 15 Ministri, cui se ne sarebbero dovuti aggiungere altri 3 a breve. Il Parlamento approvò questo gabinetto il 10 gennaio quasi all'unanimità.

### Pace nazionale e problemi istituzionali
Il principale impegno di Hussein fu quello di garantire la pace all'interno della Somalia, martoriata dalla guerra civile fin dall'inizio degli anni novanta. Per questo nell'estate del 2008 il governo di Hussein tenne degli importanti colloqui con gli islamisti moderati dell'Alleanza per la Riliberazione della Somalia. L'8 giugno fu infatti stipulato tra le parti un accordo che fu un grande successo per entrambe le parti: ben presto gli oppositori islamisti avrebbe deposto le armi per entrare nella compagine governativa (l'anno successivo il capo dell'Alleanza Sheikh Sharif Sheikh Ahmed sarebbe diventato Presidente della Somalia). Purtroppo proprio nel 2008 iniziò ad emergere l'organizzazione terroristica islamista Al-Shabaab, che iniziò a riportare le prime vittorie contro le truppe somale e conquistare alcune città. Tuttavia sotto la presidenza di Hussein l'espansione del gruppo fu ancora relativamente contenuta, e non giunse ai suoi massimi.
Il 30 luglio 2008 Hussein ha rimosso dalla carica di sindaco di Mogadiscio il signore della guerra Mohamed Omar Habeb Dhere, accusandolo di incompetenza, appropriazione indebita, insubordinazione e abuso di potere; ha inoltre detto di aver preso tale decisione con il supporto degli abitanti della città.
Tuttavia Dhere ha contestato la decisione, affermando che fosse di competenza del Presidente della Repubblica Abdullahi Yusuf Ahmed, ed ha sostenuto di averne il supporto per restare in carica. Yusuf ha revocato la rimozione di Dhere il 31 luglio, e dieci ministri legati al Presidente hanno rassegnato le dimissioni dal governo di Hussein il 2 agosto.
La vicenda della rimozione di Dhere peggiorò velocemente i rapporti tra Hussein e Ahmed. Il Primo Ministro accusò i ministri dimissionari vicini a Ahmed di ‘'creare instabilità politica ed ostacolare l'attuazione degli accordi di Gibuti tra governo ed opposizione'’.
Il 25 agosto fu presentata in Parlamento una mozione di sfiducia contro Hussein ed il suo governo, accusato di incompetenza e malversazione. Hussein contestò con forza gli addebiti mossigli contro, ed il 1º settembre la mozione fu respinta da 191 voti a favore del governo contro i soli 9 a sostegno della mozione.
Peraltro, il 26 agosto Hussein e Ahmed avevano raggiunto un accordo di pacificazione tra loro.
Il 29 dicembre 2008 Ahmed si dimise da Presidente e Hussein si candidò alle elezioni per succedergli. Hussein arrivò terzo al primo turno e decise allora di ritirare la propria candidatura; vinse Sheikh Sharif Sheikh Ahmed, che il 13 febbraio 2009 scelse come Primo Ministro Omar Abdirashid Ali Sharmarke; quest'ultimo sostituì ufficialmente Hussein il giorno successivo, ottenendo l'approvazione parlamentare.
Hussein è stato nominato ambasciatore della Somalia in Italia nel giugno 2009 e ricoprì questo incarico fino alla sua morte.

### Morte
Il 27 marzo 2020 è risultato positivo al COVID-19; è morto cinque giorni dopo al King's College Hospital di Londra.